# Diario per mio padre e mia madre
Diario per mio padre e mia madre (Napló apámnak, anyámnak) è un film del 1990 diretto da Márta Mészáros.
È il terzo capitolo di una trilogia, preceduto da Diario per i miei figli (1984) e Diario per i miei amori (1987).